# Pogonosoma lugens
Pogonosoma lugens là một loài ruồi trong họ Asilidae. Pogonosoma lugens được Loew miêu tả năm 1873. Loài này phân bố ở vùng Cổ Bắc giới.